# Phaonia chianshanensis
Phaonia chianshanensis este o specie de muște din genul Phaonia, familia Muscidae, descrisă de Ma și Wang în anul 1980. Conform Catalogue of Life specia Phaonia chianshanensis nu are subspecii cunoscute.